# Janne Niinimaa
Janne Henrik Niinimaa (Raahe, 22 maggio 1975) è un ex hockeista su ghiaccio finlandese.

## Carriera
Ha giocato per dieci stagioni in National Hockey League (NHL) con le maglie di Philadelphia Flyers (1996-1998), Edmonton Oilers (1998-2003), New York Islanders (2003-2004, 2005/06), Dallas Stars (2005/06) e Montreal Canadiens (2006/07).
Ha anche giocato in patria con Kärpät (1991-1993, 2004/05) e Jokerit (1993-1996), in Svezia con Malmö Redhawks (2004/05), HV71 (2009/10), Luleå HF (2010/11) e Asplöven HC (2012/13) ed in Svizzera con HC Davos (2007/08), SC Langnau (2008/09) e Rapperswil-Jona Lakers (2011/12).
Con la nazionale finlandese ha preso parte a diverse edizioni dei campionati mondiali a partire dal 1995 e a due edizioni dei Giochi olimpici invernali (1998 e 2002).